# Aggro Santos
Yuri Santos, mais conhecido como Aggro Santos, é um rapper, cantor, compositor e produtor anglo-brasileiro Destacou-se mundialmente em 2010, quando o seu single de estreia, "Candy", foi lançado com a ex-integrante do grupo The Pussycat Dolls, Kimberly Wyatt, pois, em 2006 já era conhecido em Londres.

## Biografia

### Carreira
Aggro Santos nasceu em São Paulo, Brasil e, posteriormente mudou-se para Balham, sul de Londres. Em 2009, ele assinou um contrato com a Futura Records e lançou dois videoclipes, bem como um EP e um single, sendo esses: "Rhythm N Flow" e "Candy".
Antes da assinatura do contrato com a Futura, Santos lançou um videolipe chamado "Free Yard" e um EP intitulado "Aggro Culture", que foi lançado no Canal U em 2008.

### 2010: Candy
"Candy" é o primeiro single oficial de Aggro Santos e foi lançado no dia 2 de Maio de 2010. A canção conta com a participação de Kimberly Wyatt, ex-integrante do grupo The Pussycat Dolls (e atual integrante do Her Majesty & The Wolves) foi produzida por Rob Orton. O single recebeu uma avaliação de 4 estrelas, de 5, do site Digital Spy e, alcançou a 3° posição das canções mais baixadas do iTunes britânico."Candy" alcançou a 44° posição da Parada Irlandesa de Singles.

## Discografia

### EP
- 2008: Aggro Culture
- 2010: AggroSantos.com

### Singles
| Ano  | Título                                             | Posição | Posição | Posição | Álbum           |
| Ano  | Título                                             | UK      | IRL     | UE      | Álbum           |
| ---- | -------------------------------------------------- | ------- | ------- | ------- | --------------- |
| 2010 | "Candy" (participação de Kimberly Wyatt)           | 5       | 14      | 20      | AggroSantos.com |
| 2010 | "Saint or Sinner"(participação de Kimberley Walsh) | 19      | -       | -       | AggroSantos.com |
| 2011 | "Like U Like"                                      | 8       | -       | 13      | AggroSantos.com |